# Villa Schomburgk

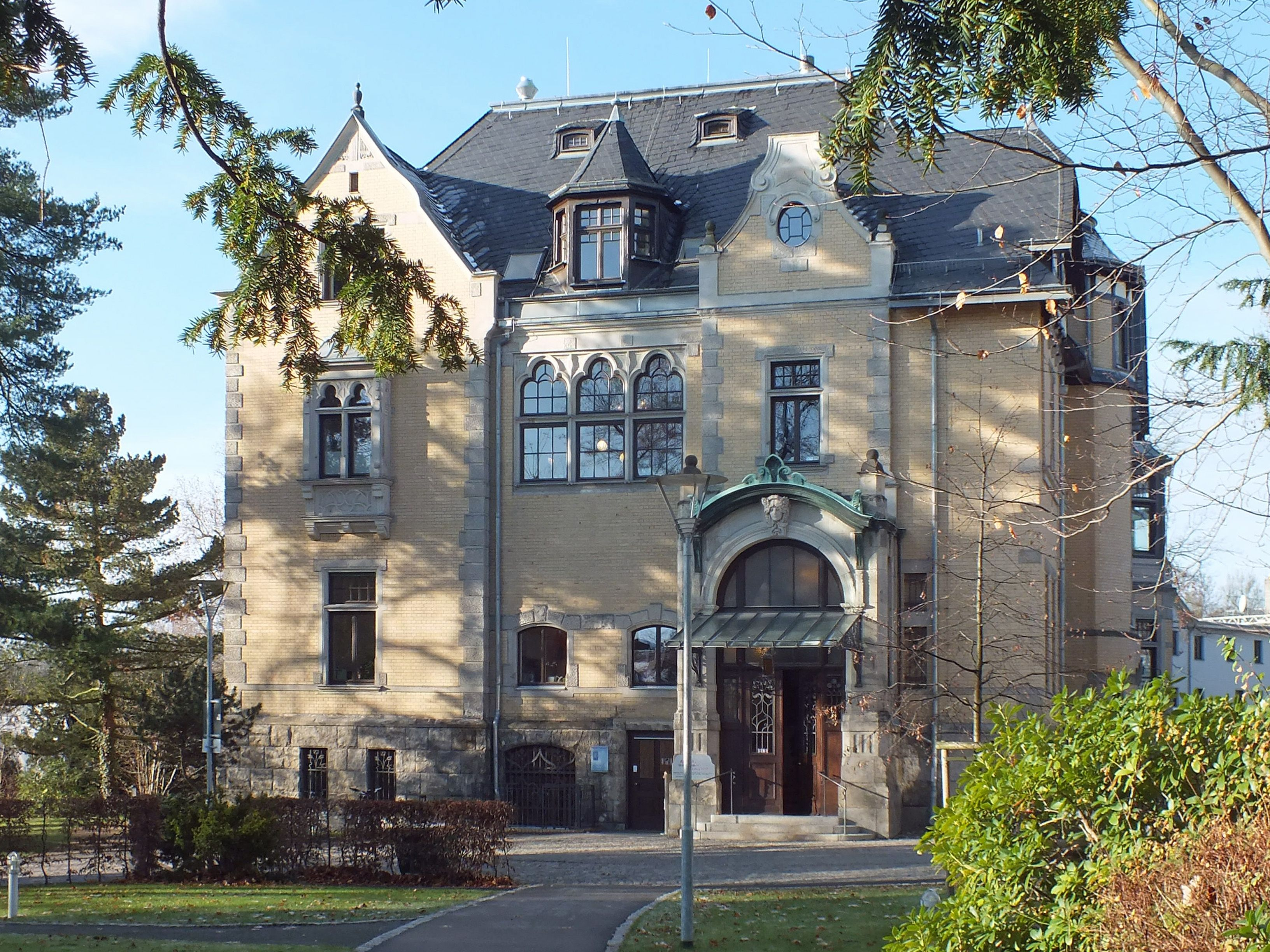
Schomburgk-Villa, Ostseite (2015)

Die Villa Schomburgk ist ein ehemaliges großbürgerliches Wohnhaus im Leipziger Stadtteil Connewitz, Prinz-Eugen-Straße 13. Die Villa wurde 1899 im Stil des Historismus erbaut, zeigt aber auch Anklänge des Jugend- und des Landhausstils. Heute beherbergt sie ein ambulantes Rehazentrum. Sie steht unter Denkmalschutz.

## Geschichte
1899 ließ sich der Kaufmann und Handelsrichter Heinrich Georg Schomburgk (1843–1928) nach Plänen des Leipziger Architekten Theodor Kösser (1854–1929) auf dem Connewitzer Schulberg eine Villa errichten. Schomburgk war der Schwiegersohn des Leipziger Unternehmers Karl Heine (1819–1888) und übernahm 1902 die Leitung der von Heine gegründeten Leipziger Westend-Baugesellschaft. Der Schulberg ist ein Teil des Nordosthangs der Pleißenaue und trug seit 1852 die erste Connewitzer Schule, die heute Wohnhaus ist. Neben der Villa entstanden Stallgebäude, Remise sowie Kutscher- und Gärtnerwohnung, und es wurde ein großzügiger Park im englischen Stil angelegt, dessen Bäume heute weitestgehend noch vorhanden sind.

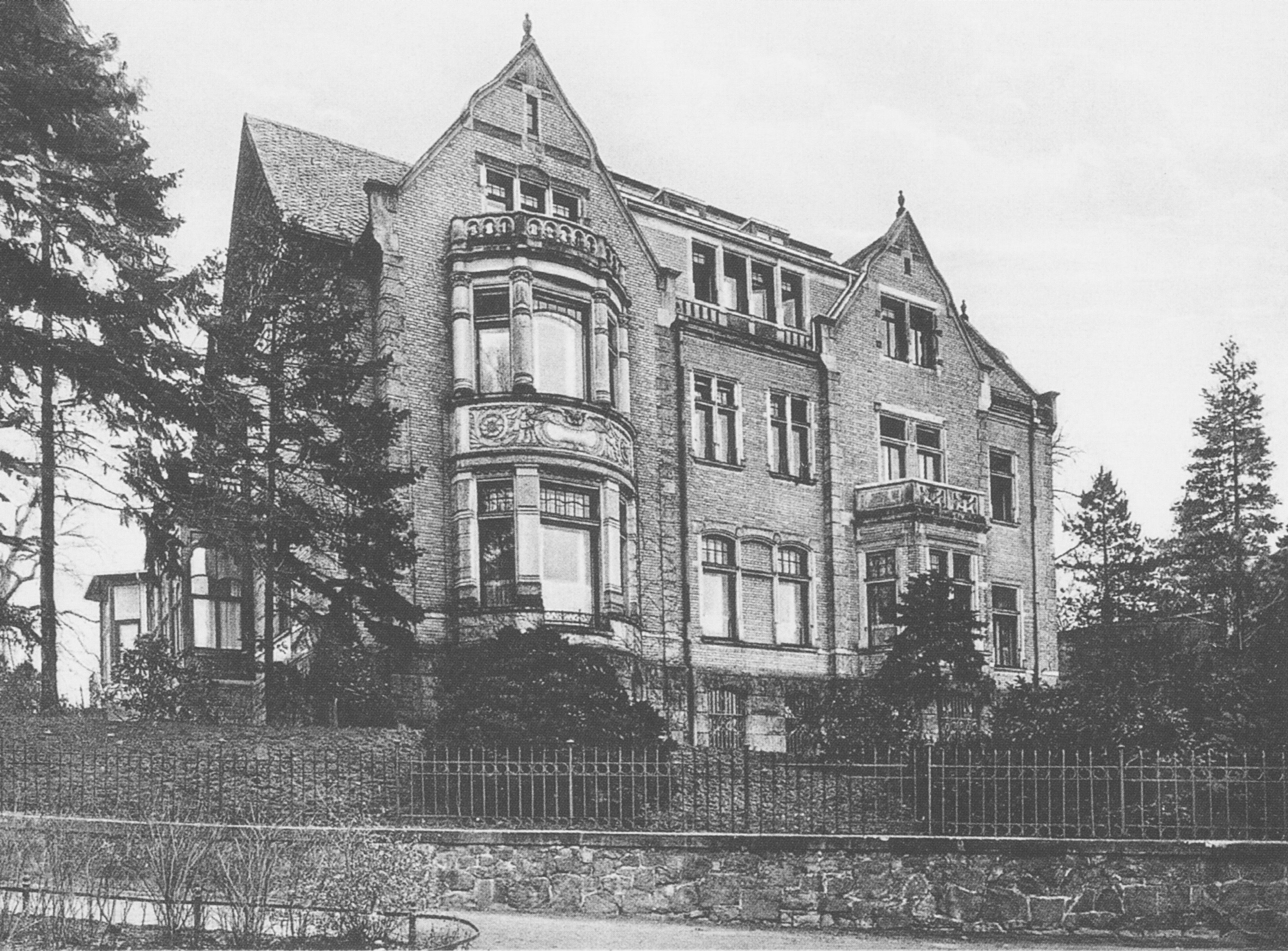
Schomburgk-Villa (1931)

Der jüngste Sohn Schomburgks, ebenfalls Heinrich Georg Schomburgk (1885–1965), wohnte von 1918 bis 1936 in der Villa. Er war 1906 deutscher Fußballmeister mit dem VfB Leipzig und 1912 erster Leipziger Olympiasieger und zwar im Tennis (Mixed Doppel).
1936 wurde das Anwesen an die damalige evangelisch-methodistische Hamburger Bethanien-Stiftung verkauft, die das Haus in eine Klinik umwandelte, wobei die ehemals prachtvolle Inneneinrichtung weitgehend verändert wurde. Die Bethanien-Klinik war die erste Belegklinik in Sachsen. Da sie vornehmlich von Gynäkologen genutzt wurde, entwickelte sich das Haus zur Geburtsstation und blieb es später auch als eigenständige Klinik, in der im Laufe der nächsten Jahrzehnte knapp 50.000 Kinder das Licht der Welt erblickten. Den Zweiten Weltkrieg überstand „Bethanien“, wie es kurz genannt wurde, unbeschadet. 1962 wurde eine Krankenpflegeschule unter christlicher Trägerschaft eingerichtet, die erst 1976 von den DDR-Behörden anerkannt und bis 1994 betrieben wurde.
Mit dem starken Geburtenrückgang nach der Wende wurde das Haus wieder Belegklinik, wobei nun die Fachrichtungen Augenheilkunde und HNO hinzukamen. 2004 wurde das letzte Kind in der Bethanien-Klinik geboren und die Einrichtung zog in einen Neubau im Diakonissenkrankenhaus in Lindenau um. Nun folgten vier Jahre ungenutzter Leerstand. 2009 erwarb das St. Elisabeth-Krankenhaus das Anwesen und begann 2011 mit einer umfassenden Sanierung. Seit 2014 wird das Haus als ambulantes Rehazentrum für am Bewegungsapparat erkrankte Patienten genutzt.

## Architektur

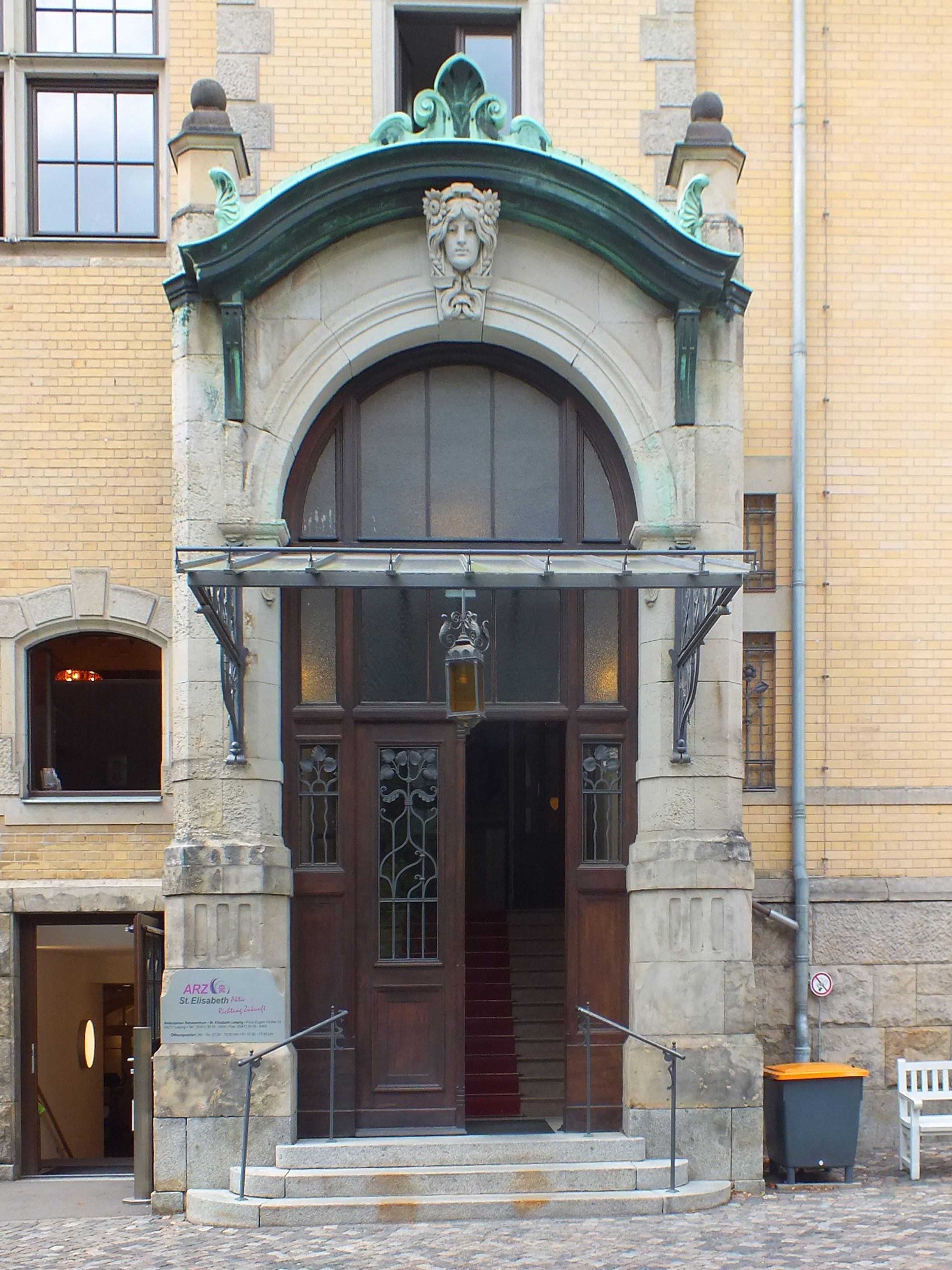
Jugendstil-Eingang (2020)
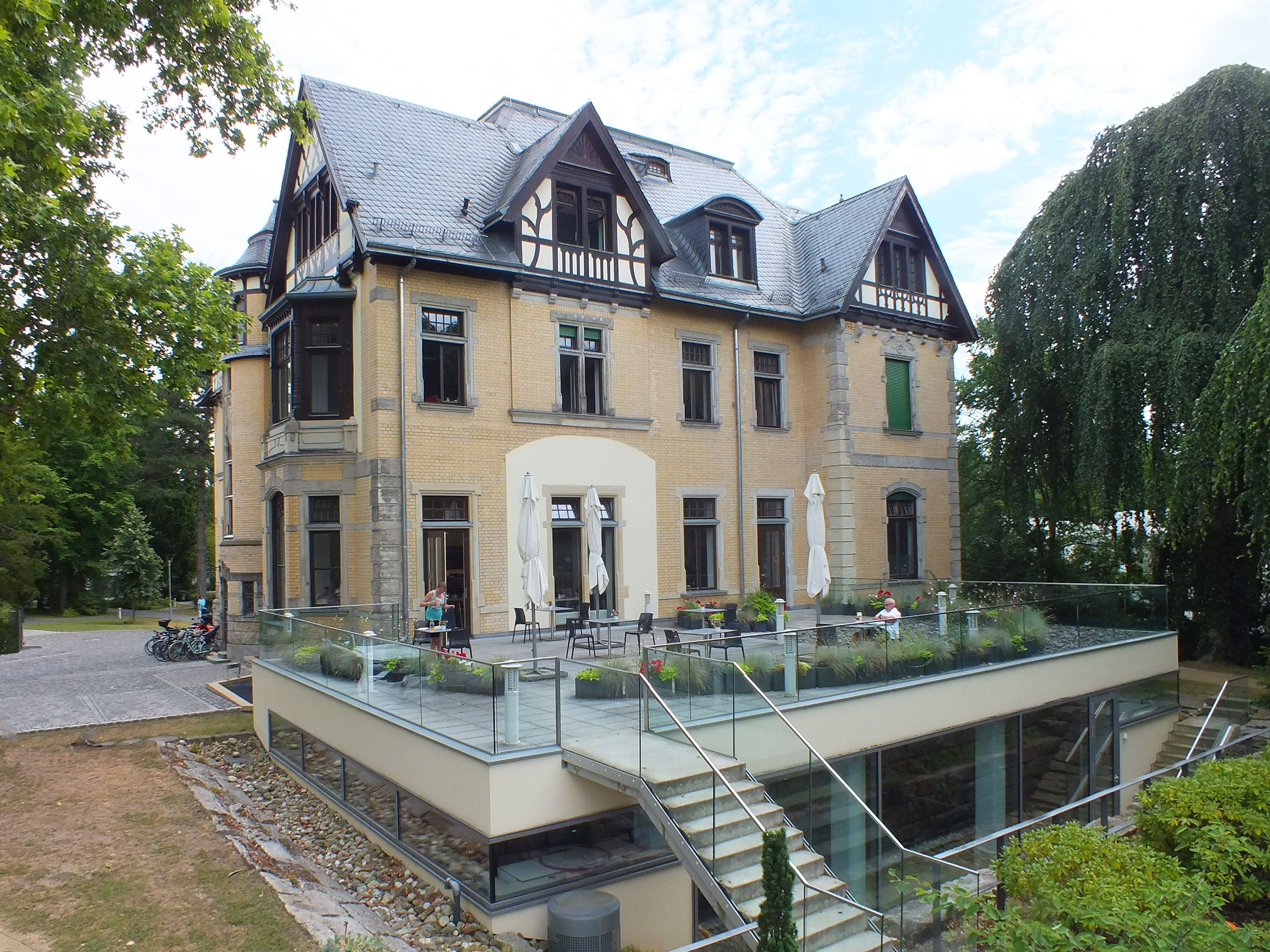
Westseite mit Terrasse und darunter Bewegungsbad (2020)
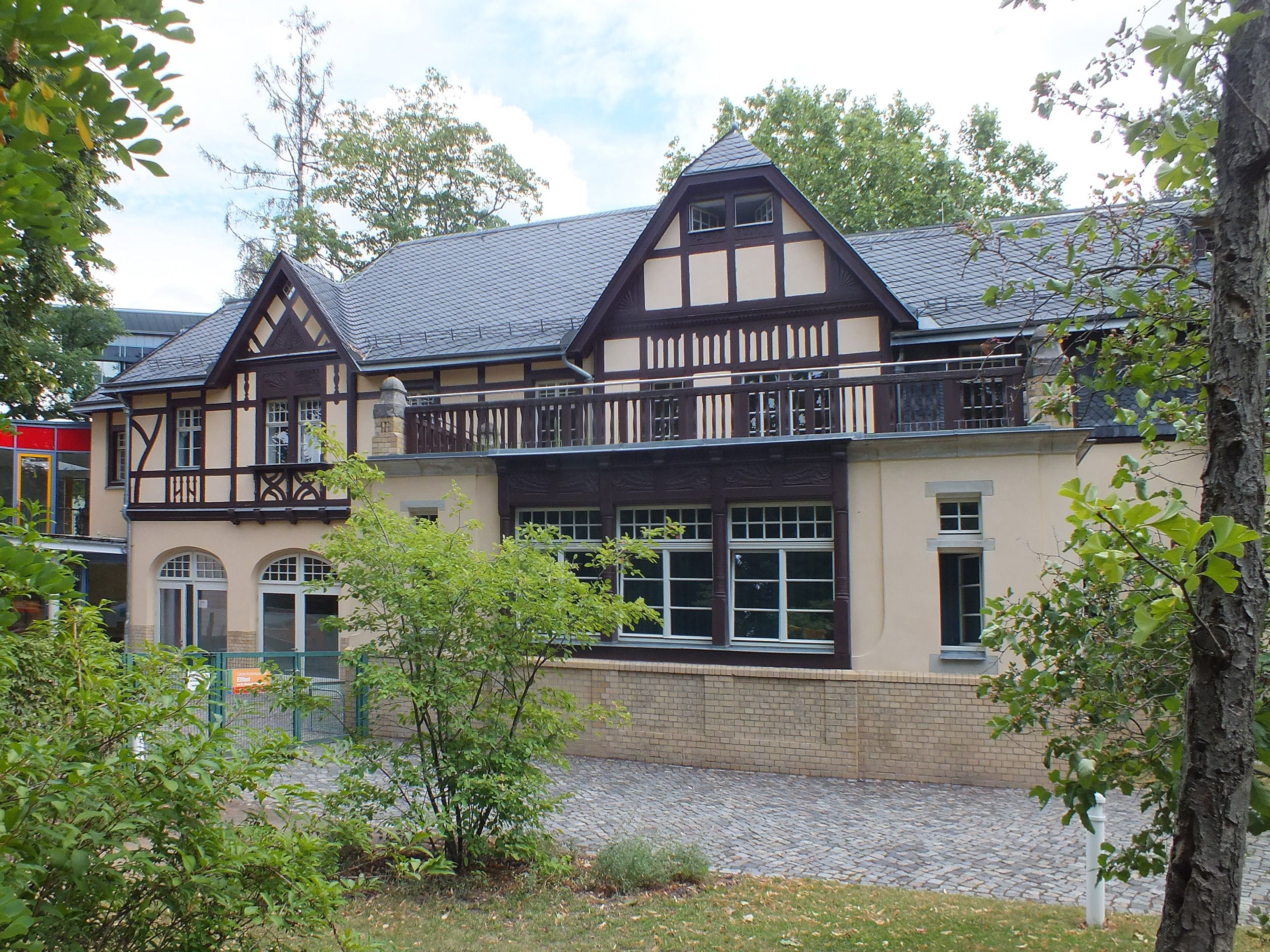
Nebengebäude, heute Kindergarten Elifant (2020)

Die Villa Schomburgk ist ein zweigeschossiger, mit Sandsteinelementen abgesetzter, gelber Klinkerbau auf einem sandsteinbossierten Souterrain. Nach allen vier Seiten geben Lisenen, Erker und Balkone den Fronten ein bewegtes Aussehen. Der Haupteingang an der Ostseite weist Jugendstilelemente auf. Die nach den Parkseiten gerichteten Giebel und Zwerchhäuser sind mit ihrem Sichtfachwerk dem Landhausstil verpflichtet. Der gesamten Westseite ist eine große Terrasse vorgelagert, die mit dem Bistro des Hauses verbunden ist und unter der sich das therapeutische Bewegungsbad befindet. Die schiefergedeckten Dachflächen des ausgebauten Dachgeschosses enden in einem rechteckigen Flachdach.
Das Nebengebäude im Landhausstil, ehemals Bedienstetenwohnung, war zu Bethanienzeiten Schwesternwohnheim und ist heute, durch einen Neubau ergänzt, der Betriebskindergarten des St. Elisabeth-Krankenhauses.